# 雪豹 (电影)
《雪豹》是中国藏族导演万玛才旦执导编剧的电影，由金巴、熊梓淇主演，讲述一对牧民父子与一头雪豹的故事。电影于2023年9月6日在第80届威尼斯影展全球首映，获得第36届东京国际电影节最佳影片奖。
由于导演万玛才旦在2023年5月因突发高山症抢救无效去世，电影成了他的遗作。

## 演员
- 金巴
- 熊梓淇
- 才丁扎西
- 旺卓措
- 更旦

## 制作
电影于海拔近5000米的青海省三江源国家公园拍摄，2022年7月宣告杀青。由于万玛才旦在2023年5月因突发高山症抢救无效去世，电影成了他的遗作。

## 发行
电影于2023年9月6日在第80届威尼斯影展全球首映，其后在2023年多伦多国际电影节及第36届东京国际电影节放映。

## 奖项
| 年份   | 頒獎典禮                   | 奬項                   | 入圍者         | 結果 | 参考资料 |
| ------ | -------------------------- | ---------------------- | -------------- | ---- | -------- |
| 2023   | 第36届东京国际电影节       | 最佳影片               | 《雪豹》       | 獲獎 | [ 3 ]    |
| 2024   | 第17屆亞洲電影大獎         | 最佳電影               | 《雪豹》       | 提名 |          |
| 2024   | 第17屆亞洲電影大獎         | 最佳編劇               | 萬瑪才旦       | 獲獎 |          |
| 2024   | 第17屆亞洲電影大獎         | 最佳攝影               | 馬提亞斯德爾甫 | 獲獎 |          |
| 2024   | 第17屆亞洲電影大獎         | 最佳美術指導           | 斗澤東主       | 提名 |          |
| 2024   | 第19届中国长春电影节金鹿奖 | 最佳影片               | 《雪豹》       | 提名 | [ 6 ]    |
| 2024   | 第19届中国长春电影节金鹿奖 | 评委会大奖             | 《雪豹》       | 提名 | [ 7 ]    |
| 2024   | 第19届中国长春电影节金鹿奖 | 最佳导演               | 万玛才旦       | 提名 | [ 8 ]    |
| 2024   | 第19届中国长春电影节金鹿奖 | 最佳配乐               | 德格才让       | 獲獎 | [ 9 ]    |
| 2025年 | 第20届华表奖               | 优秀少数民族题材影片奖 | 《雪豹》       | 獲獎 | [ 10 ]   |

## 外部连接
- 互联网电影数据库（IMDb）上《雪豹》的资料（英文）
- 豆瓣电影上《雪豹》的資料 （简体中文）
- 时光网上《雪豹》的資料（简体中文）